# Hawthorne Heights
Hawthorne Heights est un groupe de rock et post-hardcore américain, originaire de Dayton, en Ohio. À l'origine, le groupe se nommait A Day in the Life, mais ce nom sera modifié en même temps que la formation et leur style de musique.
Le 24 novembre 2007, le guitariste et choriste Casey Calvert décède, laissant le groupe comme quatuor. Le groupe trouve le succès avec ses deux premiers albums, The Silence in Black and White (2004), et If Only You Were Lonely (2006), qui seront certifiés disque d'or par la RIAA. Ils sont mieux connus pour le single Saying Sorry (2006), qui est aussi certifié disque d'or, et est atteint la septième place des Billboard Hot Modern Rock Tracks. Leur troisième album studio, Fragile Future, est publié le 5 août 2008 chez Victory Records.
Hawthorne Heights publie son quatrième album chez Wind-up Records (qui représente des groupes populaires comme Evanescence, Creed et Cartel) le 1er juin 2010. Après avoir signé chez Red River Entertainment en 2013, le groupe repousse la sortie de son troisième EP, et publie un album-concept intitulé Zero le 25 juin 2013.
En juin 2014, le batteur Eron Bucciarelli quitte le groupe. En janvier 2015, c'est Micah Carli, guitariste qui annonce également son départ. Il publie le troisième EP de leur trilogie, Hurt. Leur sixième album Bad Frequencies sort en 2018 et leur septième album The Rain Just Follows Me en 2021. En 2023, ils sortent un nouvel EP, Lost Lights.

## Biographie

### Débuts (2001–2006)
Le groupe est à l'origine formé en 2001 sous le nom de A Day in the Life. Ils publient leur première démo intitulée Four Bullets for One Girl. Après un album (Nine Reasons to Say Goodbye), et un EP, Paper Chromatography: The Fade from Dark to Light (plus tard réédité dans la compilation From Ohio With Love). Après des changements significatifs de formation, le groupe se rebaptise Hawthorne Heights en 2003.
En 2004, le groupe sort The Silence In Black And White avec notamment les singles Ohio Is For Lovers et Niki FM en 2005. L'album est d'abord lent à se vendre ; mais la vidéo de la chanson Ohio Is for Lovers est diffusée sur MTV, et le groupe réussit parvient à se populariser grâce à la radio, puis devient le mieux vendu au label Victory Records. The Silence in Black and White atteint la 56e place du Billboard.
Leur deuxième album, If Only You Were Lonely, est publié le 28 février 2006, er débute troisième du Billboard, grâce au single Saying Sorry, dont le clip est diffusé sur MTV, VH1 et Fuse TV. The Legion of Doom remixera la chanson Where Can I Stab Myself in the Ears? qui deviendra la bande-son du film Underworld: Evolution. Le remix est intitulé Where Do I Stab Myself in the Ears. Le groupe joue au Nintendo Fusion Tour. Une CD/DVD live devait être enregistré, mais annulé à cause de complications avec Victory Records.

### Décès de Casey Calvert (2007)
Le 24 novembre 2007, le guitariste/screamer du groupe, Casey Calvert, est retrouvé mort, à Détroit, dans l'autobus de tournée,.
La cause de sa mort est nébuleuse, mais l'autopsie effectuée sur le corps démontre que le décès serait dû à une intoxication accidentelle causée par les effets combinés des opiacés, du citalopram (aussi connue sous le nom de Seropram) et la clonazépam (aussi connue sous les noms Klinopin et Rivotril). La déclaration officielle publiée par le groupe dit que Casey est mort dans son sommeil et que son corps a été retrouvé par les membres du groupe alors qu'ils venaient l'appeler pour une répétition avant de donner un concert le soir même à 21 h 30 au club de Washington, DC.

### Fragile FutureetRhapsody Originals(2008–2009)
Hawthorne Heights publie une démo de Come Back Home sur MySpace en 2007. La seconde est une reprise de la chanson Bullet with Butterfly Wings des Smashing Pumpkins. Hawthorne Heights et Victory Records se rapprochent grâce au troisième album du groupe, Fragile Future, est publié au label le 5 août 2008. Jeff Schneeweis produira l'album. Le single Rescue Me est publié le 22 juillet 2008. Hawthorne Heights joue Rescue Me à l'émission The Tonight Show animé par Jay Leno le 18 septembre 2010, en soutien à Fragile Future.
Rhapsody Originals est exclusivement publié sur Rhapsody comme premier EP de Hawthorne Heights le 26 août 2008. Il est enregistré par Rhapsody, et publié en soutien à l'album Fragile Future. Il comprend les chansons acoustiques de Fragile Future, et une chanson issue du deuxième album, If Only You Were Lonely,,,,. Hawthorne Heights joue au Projekt Revolution 2008 de Linkin Park avec les groupes Atreyu, Armor for Sleep, Street Drum Corps, et 10 Years.

### SkeletonsetMidwesterners: The Hits(2009–2011)
Hawthorne Heights annonce sa signature avec Wind-up Records, et a écrit des chansons. Le groupe révèle qu'il y aura un nouveau « hurleur » au sein de Hawthorne Heights. En tournée, Hawthorne Heights annonce l'arrivée de Micah Carli au screaming.
La liste des chansons de leur nouvel album est annoncée le 5 février 2010. Skeletons est publié le 1er juin 2010. Micah Carli y participera au ukulélé, à la mandoline, et d'autres « instruments bizarre » dans la famille des luths pour quelques chansons bonus de Skeletons. Victory Records annonce la date de leur best-of intitulé Midwesterners: The Hits. Il est publié le 9 novembre 2010, et comprend seize chansons issues de leurs trois premiers albums chez Victory Records.

### Cardboard Empire et trilogie d'EP (2011–2013)
En juillet 2011, Hawthorne Heights se sépare de Wind-up Records  et lance son propre label, Cardboard Empire. Le groupe y publiera une trilogie d'EP, à commencer par Hate, qui est publié le 23 août 2011. Chaque EP sera publié à quatre ou cinq mois d'intervalle. Le groupe tournera en Amérique du Nord. Le 11 août 2011, la pochette et la liste des titres de Hate sont révélées. Le lendemain, le groupe publie la première chanson de l'EP, Four White Walls.
Le 24 avril 2012, le groupe annonce le deuxième EP de la trilogie, intitulé Hope, pour le 5 juin 2012. Le premier single, intitulé New Winter, est la seule chanson de Hawthorne Heights diffusé sur MTV en près de cinq ans. Le groupe est annoncé au label Red Entertainment. Ils publient un nouvel album intitulé Zero le 25 juin 2013. Le groupe joue au Vans Warped Tour de 2013 et introduisent Mark McMillon comme membre officiel du groupe.

### Bad FrequenciesetThe Rain Just Follows Me(depuis 2014)
Le 1er juin 2014, exactement dix ans après la sortie de l'album The Silence in Black and White, une version acoustique de l'album est publiée au label inVogue Records. Ils effectuent une tournée spéciale 10 ans à Fibber Magees, Dublin, en Irlande. Le 18 juin, Eron Bucciarelli annonce son départ du groupe. Le 20 janvier 2015, c'est Micah Carli qui quitte le groupe.
Le 18 septembre, il publie le troisième EP de leur trilogie, intitulé Hurt. 
Le 27 avril 2018, sort leur sixième album Bad Frequencies avec le label Pure Noise Records. 
Le 10 septembre 2021, parait leur septième album The Rain Just Follows Me. On peut retrouver sur le titre Constant Dread, Brendan Murphy, chanteur de Counterparts en invité. 
Le 8 septembre 2023, le groupe dévoile l'EP Lost Lights.

## Membres

### Membres actuels
- JT Woodruff – chant solo, guitare rythmique, piano, claviers (depuis 2001)
- Matt Ridenour – guitare basse, chœurs (depuis 2001)
- Mark McMillon – guitare rythmique, chœurs (2013–2015, tournées 2009–2013), guitare solo, chant guttural (depuis 2015)
- Christopher (Chris) Lee « Poppy » Popadak (Popodak) – batterie, percussions (depuis 2017, en tournée en 2012, et de 2014 à 2017)

### Membres de session/tournée
- Grace Carli – chœurs féminins sur Blue Burns Orange, The Transition et Wake Up Call issues de The Silence in Black and White (2004)[32] et The Transition issue de Midwesterners: The Hits (2004)
- John Bender – chœurs sur If Only You Were Lonely (2005)

### Anciens membres
- Micah Carli – guitare solo (2001–2015), chœurs gutturaux (2001–2002, 2008–2015)
- Eron Bucciarelli – batterie, percussions (2001–2014)[33]
- Casey Calvert – rhythm guitar, unclean backing vocals (2002–2007, décédé en 2007)[34]

## Discographie

### Albums studio
- 2004 : The Silence in Black and White
- 2006 : If Only You Were Lonely
- 2008 : Fragile Future
- 2010 : Skeletons
- 2013 : Zero
- 2014 : The Silence in Black and White Acoustic
- 2018 : Bad Frequencies
- 2021 : The Rain Just Follows Me
- 2023 : If Only You Were Lonely XV

### Compilations
- 2010 : Midwesterners: The Hits